# ニェゴシュ・クプソヴィッチ
ニェゴシュ・クプソヴィッチ（セルビア語: Njegoš Kupusović, Његош Купусовић、2001年2月22日 - ）は、セルビアのサッカー選手。ポジションはMF。

## クラブ歴
レッドスター・ベオグラードの下部組織出身。2019年6月に2.ブンデスリーガのFCエルツゲビルゲ・アウエに1シーズンの期限付き移籍。2020年5月31日の試合で85分にフロリアン・クリューガーとの交代で途中出場し選手初出場を記録した。
2020年8月に2.ブンデスリーガのアイントラハト・ブラウンシュヴァイクに2年契約で完全移籍。

## 代表歴
U-17代表としてUEFA U-17欧州選手権2018に参加した。